# Stazione di San Vito-Cretazzo
La stazione di San Vito-Cretazzo era la stazione ferroviaria a servizio delle località di San Vito e Cretazzo della città di Benevento. La stazione era ubicata sulla ferrovia Benevento-Cancello.

## Storia
La stazione, attivata il 10 luglio 1911 e situata in località San Vito, ospitò temporaneamente il capolinea della linea, dal quale si proseguiva in diligenza fino a Benevento, fino al 10 luglio 1913, quando la ferrovia raggiunse la stazione di Benevento. Continuò ad essere usata come fermata fino agli anni 1920, quando venne soppressa. Non ne resta alcuna traccia.